# Brot für die Welt Österreich
Brot für die Welt Österreich ist eine Aktion der Evangelischen Kirche Österreich, die sich in Entwicklungsfragen engagiert und Hilfsprojekte fördert.
Die Schwerpunkte der Projekte von Brot für die Welt umfassen
- Inklusion von Menschen mit Behinderungen,
- Ernährungssicherung,
- Förderung von Frauen,
- Friedensstiftung und
- Bildung ermöglichen.

Vor allem in Süd-/Osteuropa, Israel/Palästina, Südamerika und Ostafrika arbeitet Brot für die Welt Österreich mit lokalen Partnerorganisationen zusammen.
Schirmherr von Brot für die Welt Österreich ist Michael Bünker, Bischof der Evangelischen Kirche A.B. in Österreich. Die Geschäftsführung obliegt Michael Bubik und Barbara Schaefer (Stellvertretung).
Die Organisation ist in das internationale kirchliche Netzwerk ACT Alliance eingebunden und arbeitet eng mit der deutschen Partnerorganisation Brot für die Welt zusammen.

## Grundlagen und Ziele der Projektarbeit
Der Aufbau von nachhaltigen Strukturen und eine Zusammenarbeit auf Augenhöhe bilden die Grundlagen der Projektarbeit. Die Auswahl der Projektpartner in den Ländern des Südens erfolgt unabhängig von Religionszugehörigkeit oder ethnischen Gruppen. Brot für die Welt Österreich sieht sich als Entwicklungspartner, der gemeinsam mit den Betroffenen gegen die Ursachen von Armut und Hunger vorgeht. Ziele sind eine nachhaltige Ernährungssicherheit, die durch Unterstützung kleinbäuerlicher Agrarproduktion und Kleingärten, kooperativen Schulungen zum Erhalt traditioneller Anbaumethoden oder dem Bereitstellen von Gütern wie dürreresistentem Saatgut, Setzlingen, Werkzeug und Vieh zur Milchgewinnung erreicht werden soll.
Darüber hinaus unterstützt Brot für die Welt Projekte, die insbesondere Menschen mit Behinderungen und benachteiligten Frauen durch Schulbildung, Berufsausbildung, Rechtsberatung und Gesundheitsvorsorge zu einem selbstbestimmten Leben verhelfen. Die Wahrung der Menschenrechte jedes Menschen und ein gewaltfreies Zusammenleben sollen durch die Projektarbeit gefördert werden.
Aber auch in Österreich setzt sich Brot für die Welt durch Bildungs-, Öffentlichkeits- und Lobbyarbeit für globale Gerechtigkeit und Ernährungssouveränität ein. Die Öffentlichkeitsarbeit von Brot für die Welt Österreich hat sich zum Ziel gesetzt, die österreichische Bevölkerung, über die Ursachen und Hintergründe von Hunger, Armut und Unterdrückung von Menschen in Entwicklungsländern und über die Projektarbeit in den betroffenen Gebieten zu informieren.:S. 13ff.

## Geschichte
Die Markeneinführung von Brot für die Welt Österreich startete zum Welternährungstag am 13. Oktober 2011 unter dem Motto „Es ist genug für alle da!“. Brot für die Welt Österreich setzt seither die Projekte von „Brot für Hungernde“ der Evangelischen Frauenarbeit i. Ö., die seit 1960 in der Entwicklungszusammenarbeit tätig ist, und der Diakonie Auslandshilfe fort. Mit dem 1. Adventsonntag eröffnet Brot für die Welt alle zwei Jahre ein Schwerpunktthema, für das gestärkt Spenden gesammelt und Bildungs- sowie Öffentlichkeitsarbeit geleistet werden. Im Dezember 2014 startete Brot für die Welt die Aktion „Satt ist nicht genug!“, die das Thema Mangelernährung ins Bewusstsein rücken soll. 2014 fand erstmals der in Deutschland traditionelle Auftaktgottesdienst in Österreich, in der Lutherkirche Währing und Hernals, statt. Übertragen wurde der Gottesdienst im österreichischen und deutschen Fernsehen.

## Publikationen
Im jährlichen Jahresbericht informiert die Organisation über die Projekt-, Öffentlichkeits- und Bildungsarbeit und veröffentlicht den aktuellen Finanzbericht. Mit diversen Projektfoldern, Bildungsbroschüren, einem elektronischen Newsletter und einem Facebookprofil informiert Brot für die Welt über seine Tätigkeiten.

## Trägerorganisationen
Die Trägerorganisationen von Brot für die Welt in Österreich sind die Diakonie Austria gem. GmbH und die Evangelische Frauenarbeit in Österreich. Rechtsträger ist die Diakonie Austria gem. GmbH, eine hundertprozentige Tochter der Diakonie Österreich.

## Finanzierung
Die Vereinsarbeit wird überwiegend durch private Spenden, öffentliche Fördergeber und kirchliche Projektmittel finanziert.:S. 15

## Spendengütesiegel – Spendenabsetzbarkeit
Die Organisation ist mit dem Rechtsträger Diakonie Austria Trägerin des österreichischen Spendengütesiegels. Spenden an Brot für die Welt sind steuerlich absetzbar.